# Kyrkfjärden, Pargas
Kyrkfjärden är en fjärd i Finland. Den ligger i Pargas stad i landskapet Egentliga Finland, i den sydvästra delen av landet, 140 km väster om huvudstaden Helsingfors.
Kyrkfjärden avgränsas av Ålön i väster, Kyrklandet i norr, Kvarnholm och Långholmen i öster samt Stortervolandet i sydväst. Den ansluter till Sattmarkssundet i sydväst, Tervsund i söder och Kyrksundet i norr.